# Chesterfield (Illinois)
Chesterfield és una població dels Estats Units a l'estat d'Illinois. Segons el cens del 2000 tenia 223 habitants.

## Demografia
Segons el cens del 2000, Chesterfield tenia 223 habitants, 86 habitatges, i 60 famílies. La densitat de població era de 159,4 habitants/km².
Dels 86 habitatges en un 34,9% hi vivien nens de menys de 18 anys, en un 48,8% hi vivien parelles casades, en un 14% dones solteres, i en un 30,2% no eren unitats familiars. En el 24,4% dels habitatges hi vivien persones soles el 18,6% de les quals corresponia a persones de 65 anys o més que vivien soles. El nombre mitjà de persones vivint en cada habitatge era de 2,59 i el nombre mitjà de persones que vivien en cada família era de 3,05.
Per edats la població es repartia de la següent manera: un 28,7% tenia menys de 18 anys, un 8,1% entre 18 i 24, un 28,3% entre 25 i 44, un 15,7% de 45 a 60 i un 19,3% 65 anys o més.
L'edat mediana era de 36 anys. Per cada 100 dones de 18 o més anys hi havia 84,9 homes.
La renda mediana per habitatge era de 33.125 $ i la renda mediana per família de 34.375 $. Els homes tenien una renda mediana de 29.250 $ mentre que les dones 25.625 $. La renda per capita de la població era de 18.555 $. Aproximadament l'11,4% de les famílies i el 12,1% de la població estaven per davall del llindar de pobresa.

## Poblacions més properes
El següent diagrama mostra les poblacions més properes.